# Silbergroschen
Silbergroschen ist der Name für drei verschiedene deutsche Münztypen aus unterschiedlichen Epochen: sächsischer, schlesischer und preußischer Silbergroschen.

## Silbergroschen im Kurfürstentum Sachsen von 1475 bis 1482
Nach mehreren Jahren geringhaltiger Groschenprägungen im Herzogtum Sachsen musste Kurfürst Ernst gemeinsam mit seinem Bruder Albrecht, beide Markgrafen von Meißen und Wilhelm III. Landgraf von Thüringen mit der Münzordnung vom 28. Dezember 1474 eine neue harte Währung einführen. Kernpunkt war die deutliche Erhöhung des Silbergehaltes der Münzmark von 5 bis 8 Lot auf 15¼ Lot = 953,125 ‰ fein.
Die daraus geschlagene Groschenmünze, anfangs zu 140¼ Stück aus der Erfurter Münzmark (235,4011 g) ein Stück = 1,68 g Raugewicht, unterteilt in 9 Pfennige, wurde erstmals als Silbergroschen bezeichnet:
- „silberin groschen der besten silberin muntze“ (Freiberger Urkunde von 1478)
- „unser hauptmuntze der silberen groschen“ (Münzverordnung 1482)
- „Schneberger silberlein gröschlein“ (Münzprobe in Würzburg 1496)

Die Prägung begann 1475 in der wieder eröffneten Münzstätte Zwickau unter dem Münzmeister Conrad Funcke aus dem zunehmenden Silberaufkommen der Schneeberger Gruben. Weil das Gepräge einem mit Spitzen verzierten Dreipass zeigte, wurde der Silbergroschen volkstümlich auch Spitzgroschen genannt.
In weiteren Münzordnungen wurde der Münzfuß mehrmals geändert; siehe dazu ausführlich unter Spitzgroschen. Die Münzordnung vom 13. Januar 1482 erhöhte den Wert des Spitzgroschens auf 12 Pfennige = 24 Heller. Nach den sehr hohen Stückzahlen von etwa 7,7 Mio. Stück war eine weitere Ausprägung der Spitzgroschen nicht mehr vorgesehen.
Die Spitzgroschen waren wegen des hohen Feinsilbergehaltes sehr beliebt und blieben bis ins 16. Jahrhundert Zahlungsmittel.
Es erfolgten Nachprägungen von etwa 2,67 Mio. Stück im Zeitraum von 1547 bis 1553 unter den Kurfürsten Moritz und August.

## Silbergroschen um 1800 in den preußischen Provinzen
Nach Beendigung des Siebenjährigen Krieges veranlasste König Friedrich II. im Königreich Preußen und der Kurfürstlichen Markgrafschaft Brandenburg mit dem von Martin Kröncke erarbeiteten Münzedikt vom 29. März 1764 die Rückkehr zum 14-Taler-Münzfuß für Kurantmünzen und zum 18-Taler-Münzfuß für Scheidemünzen. Dabei sollten die in den preußischen Provinzen umlaufenden polnischen und schlesischen Kupfergroschen durch neue silberhaltige Münzen endgültig verdrängt werden.

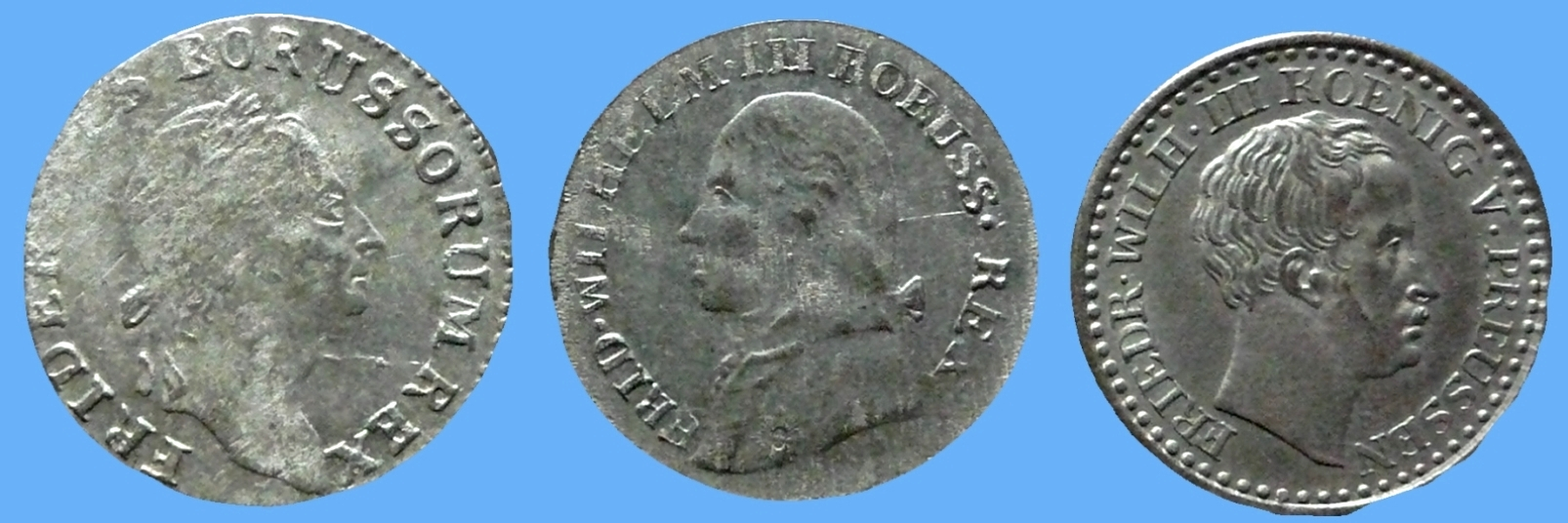

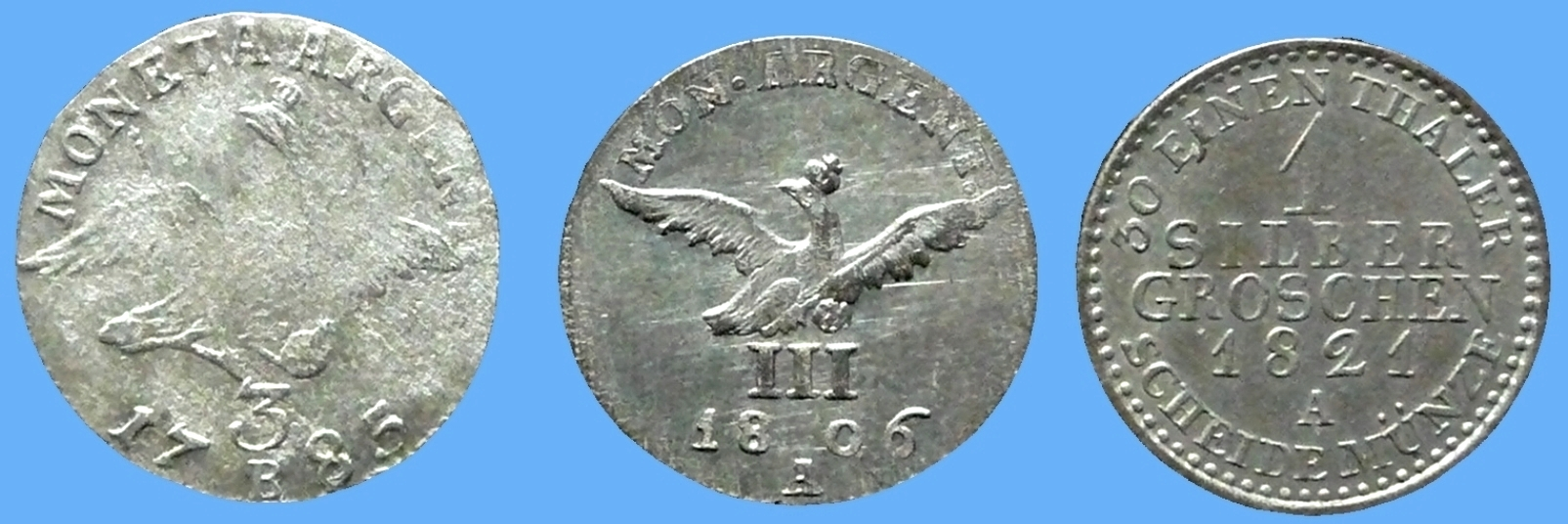
Schlesische Silbergroschen 1785 Münzstätte Breslau und 1806 Berlin im Vergleich zum preußischen Silbergroschen 1821

Zu diesem Zweck wurden von 1764 bis 1765 und dann ab 1771 Münzen im 21-Gulden-Münzfuß aus einer Silberlegierung mit der arabischen Wertezahl 3 und von 1800 bis 1808 mit der römischen Wertezahl III sowie der Umschrift MONETA ARGENT (Silbermünze) im Wert eines Preußischen Groschen für die Provinzen ausgegeben. Die Wertezahl resultiert daraus, dass 1 Preußischer Groschen in Schlesien den Wert von 3 Kreuzer und in Ostpreußen von 3 Gröschel hatte.
Die Prägung erfolgte mit 142½ Stück aus der Mark zu 233,8555 g bei einem Feinsilbergehalt von 4 Lot 4 Grän = 263,89 ‰, damit 540 Stück aus der feinen preußischen Mark, Feingewicht = 0,433 g und Raugewicht = 1,641 g. Weil diese Münzen nicht nur aus Kupfer bestanden, wurden sie im Gegensatz zu den Kupfergroschen als Silbergroschen bezeichnet.
In Katalogen erscheinen diese Münzen teilweise noch als Dreikreuzerstücke aber auch richtig unter den Namen Silbergroschen.
Nach dem königlichen Edikt vom 13. Dezember 1811 begann die Einschmelzung der Scheidemünzen. Gemäß Abschnitt 3 galt für Preußen und Schlesien folgender Kurs:
- 1 Preußischer Reichstaler für 52½ Silbergroschen in schlechter Münze
- 1 Preußischer Reichstaler für 32 Silbergroschen in guter Münze

Der schlesische Silbergroschen diente als Vorlage für den neuen Silbergroschen der preußischen Münzreform von 1821.

## Silbergroschen im Königreich Preußen von 1821 bis 1873

### Voraussetzungen für eine Änderung
Nach Beendigung der napoleonischen Befreiungskriege musste im Rahmen der anstehenden Reformen auch das Münzsystem im Königreich Preußen völlig neu geordnet werden. Hauptsächlich der Staatsminister Freiherr vom Stein setzte sich für einen einheitlichen Münzfuß im Dezimalsystem für das gesamte Königreich ein, was er nur teilweise durchsetzen konnte.

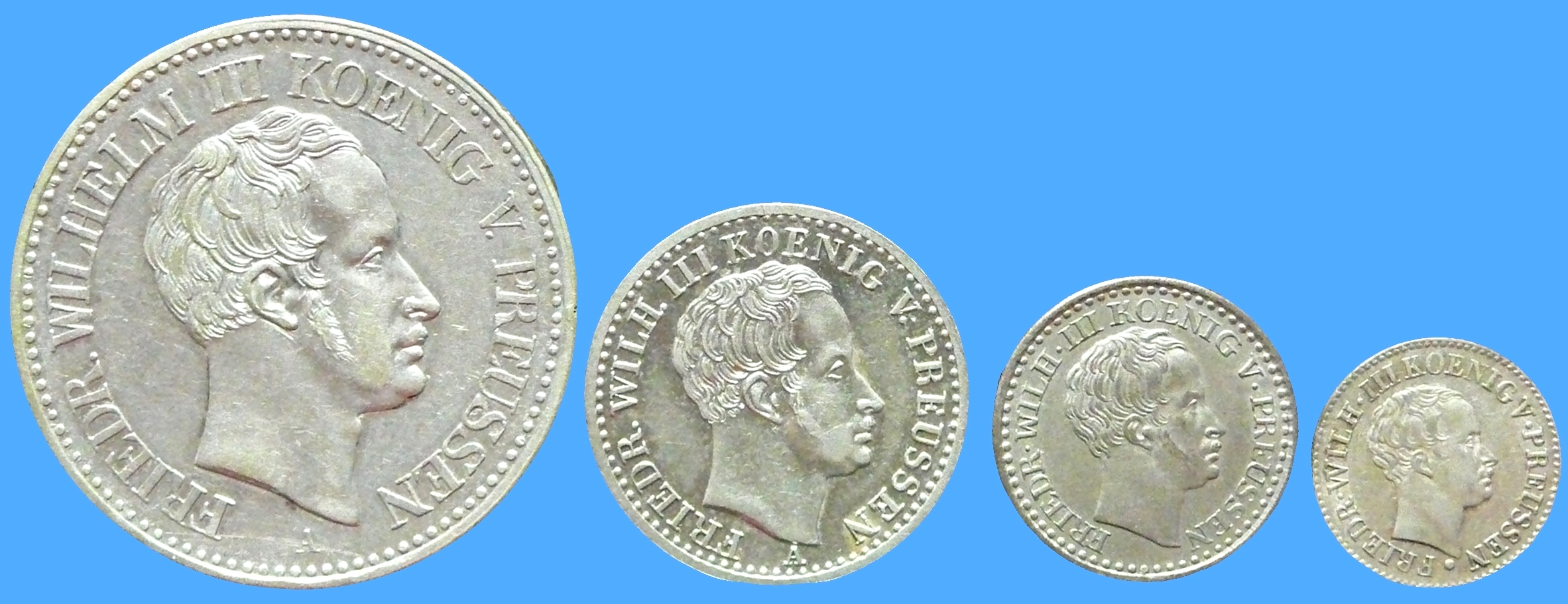
Vorderseite der neuen preußischen Kurantmünzen und Silbergroschen

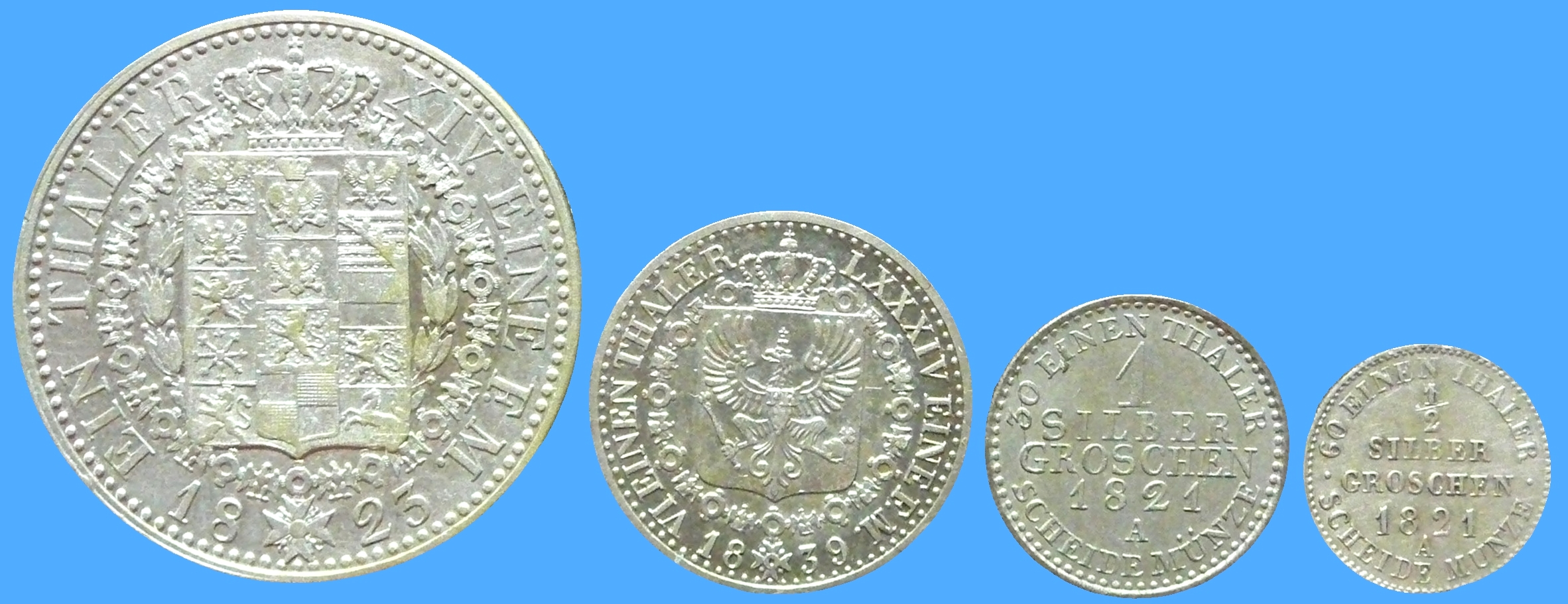
Rückseiten der Kurantmünzen 1 Taler und 1/6 Taler und Scheidemünzen 1 und ½ Silbergroschen

Am 30. September 1821 unterzeichnete König Friedrich Wilhelm III. die neue Münzverfassung.
Gemäß Artikel 7 und 11 der Münzverfassung wurden alle regionalen Münzsysteme abgeschafft und nur der Silbergroschen (Abk. Sgr) als neue Scheidemünze mit einem teilweisen Dezimalsystem eingeführt:
- Alte Einteilung: 1 Taler im 14-Taler-Münzfuß = 24 Gute Groschen = 288 Pfennige
- Neue Einteilung: 1 Taler im 14-Taler-Münzfuß = 30 Silbergroschen = 360 neue Pfennige

Außer dem preußischen EIN THALER wurde nur noch der VI. EINEN THALER als Kurantmünze geprägt.
Dieser 1/6-Taler galt entsprechend der Unterteilung = 5 Silbergroschen.
Obwohl bereits in Abschnitt 13 des königlichen Edikts vom 13. Dezember 1811 ein Taler = 30 Groschen = 300 Pfennige angekündigt wurde, konnte sich König Friedrich Wilhelm III. nicht durchringen, den Silbergroschen in 10 Pfennige zu unterteilen. Die Zahl 12 erlaube die Teilung in fünf einfachen Zahlen ohne Bruch, die Zahl 10 nur in drei Zahlen ohne Bruch.
Der Silbergroschen soll nach Artikel 7 und 8 der Münzverfassung im 16-Taler-Münzfuß mit 106⅔ Stück aus der preußischen Mark (233,8555 g) mit 64 Grän = 222,222 ‰ Feinsilber ausgeprägt werden. Damit die Währung stabil bleibt, sollten diese neuen Scheidemünzen nur noch soweit unbedingt notwendig geprägt werden.

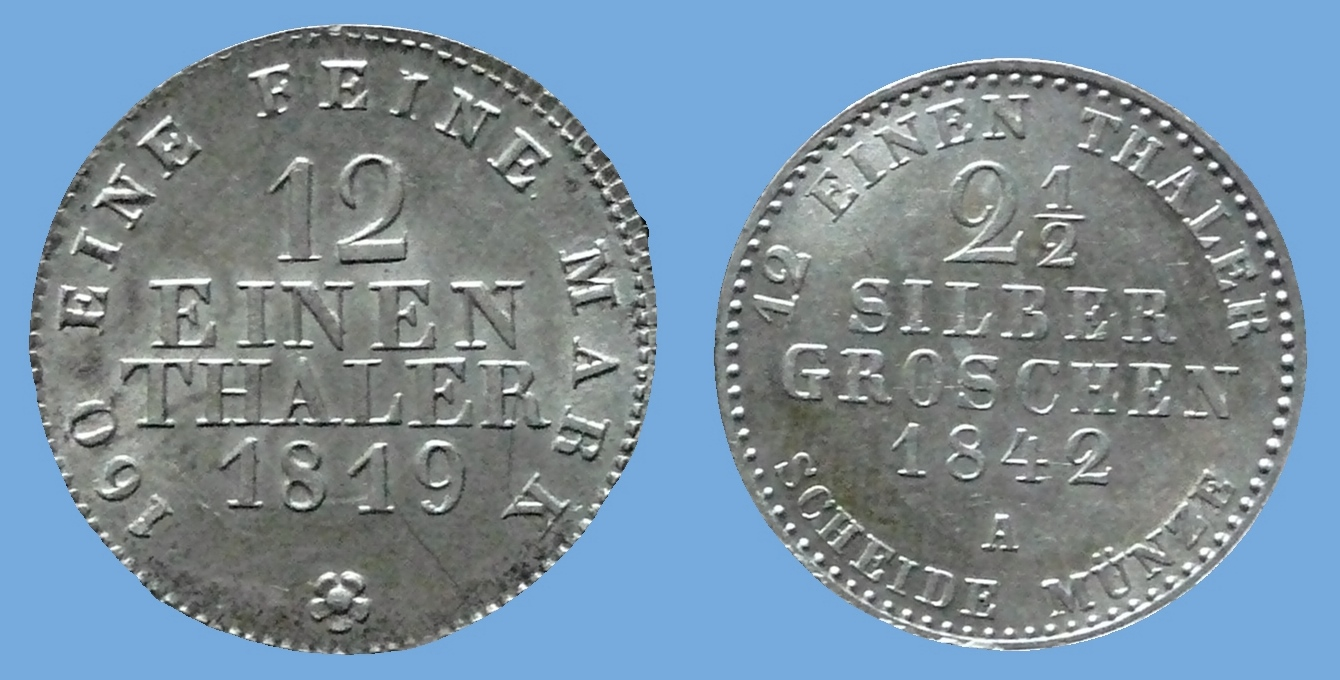
Vergleich des bis 1836 geprägten 1/12-Taler (Doppelgroschen) des Königreichs Sachsen im Konventionsmünzfuß mit 1,462 g Feinsilber und des ab 1821 geprägten 2½ Silbergroschen des Königreichs Preußen mit 1,218 g Feinsilber

Im Verhältnis zum Konventionsgeld war der Silbergroschen im Königreich Preußen deutlich überbewertet. Der 1/12-Taler (Doppelgroschen) im Konventionsmünzfuß mit 1,462 g Feinsilber erhielt ab 1821 einen Kurs von 2½ Silbergroschen mit nur 1,218 g Feinsilber.
Dieses Wertverhältnis galt auch gegen das alte preußische Kurant-Geld:
| Silbergroschen     | Wert in altem Kurant  |  | Altes Kurant                   | neuer Wert                       |
| ------------------ | --------------------- |  | ------------------------------ | -------------------------------- |
| ½ Silbergroschen = | 5 Pfennige            |  | ½ Groschen (6 alte Pfennige) = | 8 neue Pfennige                  |
| 1 Silbergroschen = | 10 Pfennige           |  | 1 Groschen =                   | 1 Silbergroschen 3 neue Pfennige |
| 2 Silbergroschen = | 1 Groschen 7 Pfennige |  | 2 Groschen =                   | 2 Silbergroschen 6 neue Pfennige |

Das große Disagio zwischen Kuranttaler und Scheidemünze von 12,5 % führte teilweise dazu, dass die Silbergroschen anfangs im Ausland als minderwertige Münzen verrufen wurden:
- 1 Taler preußisch Kurant = 16,704 g Feinsilber
- 30 Silbergroschen = 14,616 g Feinsilber

In Hessen erfolgte eine Warnung an die Bevölkerung, dass der Silbergroschen 1821 statt des eigentlichen Wertes von 3½ Kreuzer weniger als 3 Kreuzer im 24-Gulden-Fuß an Wert hat. Eine Annahme an öffentlichen Kassen wurde untersagt.
Zum Misstrauen gegenüber der neuen Münze trug auch die Regelung im Abschnitt 7 Münzgesetz bei, wonach im Gegensatz zu anderen Staaten, Scheidemünzen nicht mehr in Kurantmünzen umgetauscht werden konnten. Auch bei Zahlungen gegenüber dem Staat, bestand im Königreich Preußen eine Annahmepflicht der Silbergroschen nur für zu leistende Zahlungen unter einem Sechstel-Taler (= 5 Silbergroschen).
Erst nach dem Wiener Münzvertrag von 1857 erlaubte eine Verordnung von 1858 im Königreich Preußen wieder den Umtausch der Scheidemünzen in Kurantmünzen, wenn der Wert der Silbergroschen 20 Taler übersteigt.
Die Währungsreform zur Einführung der Silbergroschen wurde laut königlichen Kabinettsbefehl vom 25. Oktober 1825 erfolgreich vollzogen.

### Ausprägung der Silbergroschen im Königreich Preußen von 1821 bis 1856
Unter König Friedrich Wilhelm III. (1797–1840) begann 1821 die Herstellung der Scheidemünzen als ganzer und halber Silbergroschen in Ringprägung. An der Ausprägung waren die Münzstätten Berlin und Düsseldorf beteiligt. Die Münzstätte Berlin prägte beide Nominale jährlich bis 1840 und Düsseldorf das 1-Silbergroschen-Stück 1821–1828, 1830, 1832–1834, 1837 und 1839–1840 und das ½-Silbergroschen-Stück nur 1824–1826 und 1828.

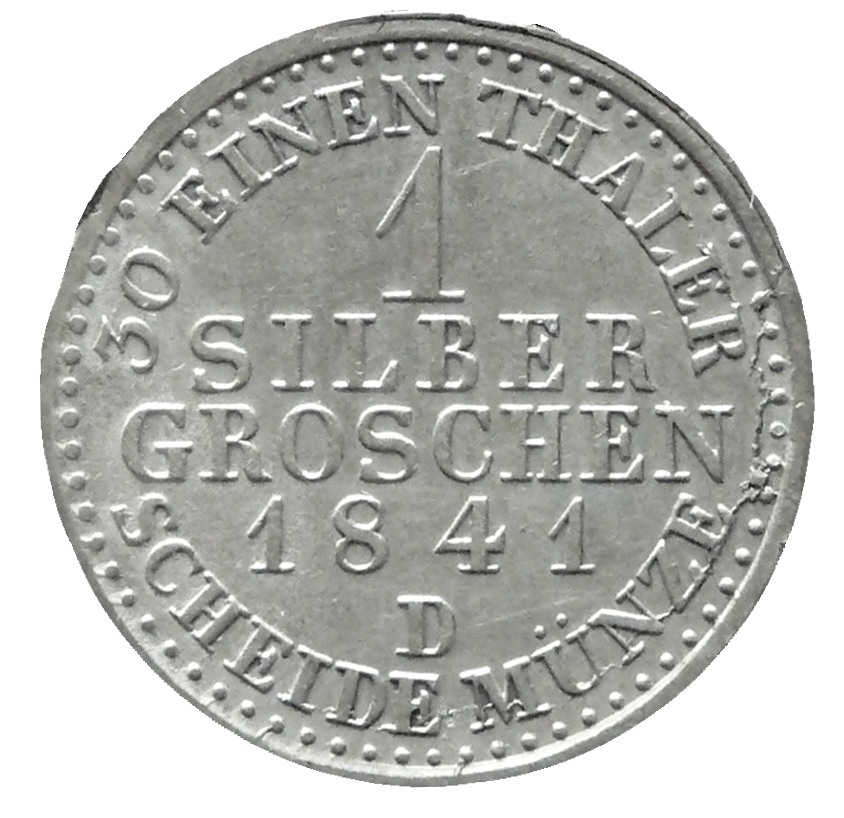
Rückseite des Silbergroschens

Das Gepräge der Münzen blieb während der Regentschaft unter König Friedrich Wilhelm III. unverändert. Geringfügige Abweichungen durch verschiedene Stempel sind möglich:
- Avers: Kopfbild des Königs im Biedermeier-Stil mit langen Koteletten nach rechts; Name und Titel des Münzherrn als Umschrift, links unten beginnend in deutscher Kapitalschrift: FRIEDR◦WILH◦III KOENIG V◦PREUSSEN
- Revers: Nominalwert in drei Zeilen: ½ bzw. 1 / SILBER / GROSCHEN darunter die Jahreszahl und darunter das Münzstättenzeichen, im oberen Teil, mit nach innen gekehrten Buchstaben umlaufend Pflichtangabe über das Teilverhältnis zur höheren Münzstufe: 60 bzw. 30 EINEN THALER und im unteren Teil, mit nach außen gekehrten Buchstaben umlaufend Angabe als SCHEIDE MÜNZE. Nur beim ½-Silbergroschen-Stück ist die Umschrift hälftig durch zwei Punkte getrennt.
- Rand: Randstäbchen mit anliegendem Kreis aus voneinander getrennten Perlen, Kante glatt oder zumindest beim 1-Silbergroschen-Stück teilweise fein geriffelt.
- Ausbringung:

| Nominal          | Teilverhältnis zur höheren Münzstufe | Gewicht | Feingehalt                | Stück a.f.M. | Feingewicht |
| ½ Silbergroschen | 1/60 Taler                           | 1,096 g | 3 Loth 10 Grän = 222,22 ‰ | 960          | 0,244 g     |
| 1 Silbergroschen | 1/30 Taler                           | 2,192 g | 3 Loth 10 Grän = 222,22 ‰ | 480          | 0,487 g     |

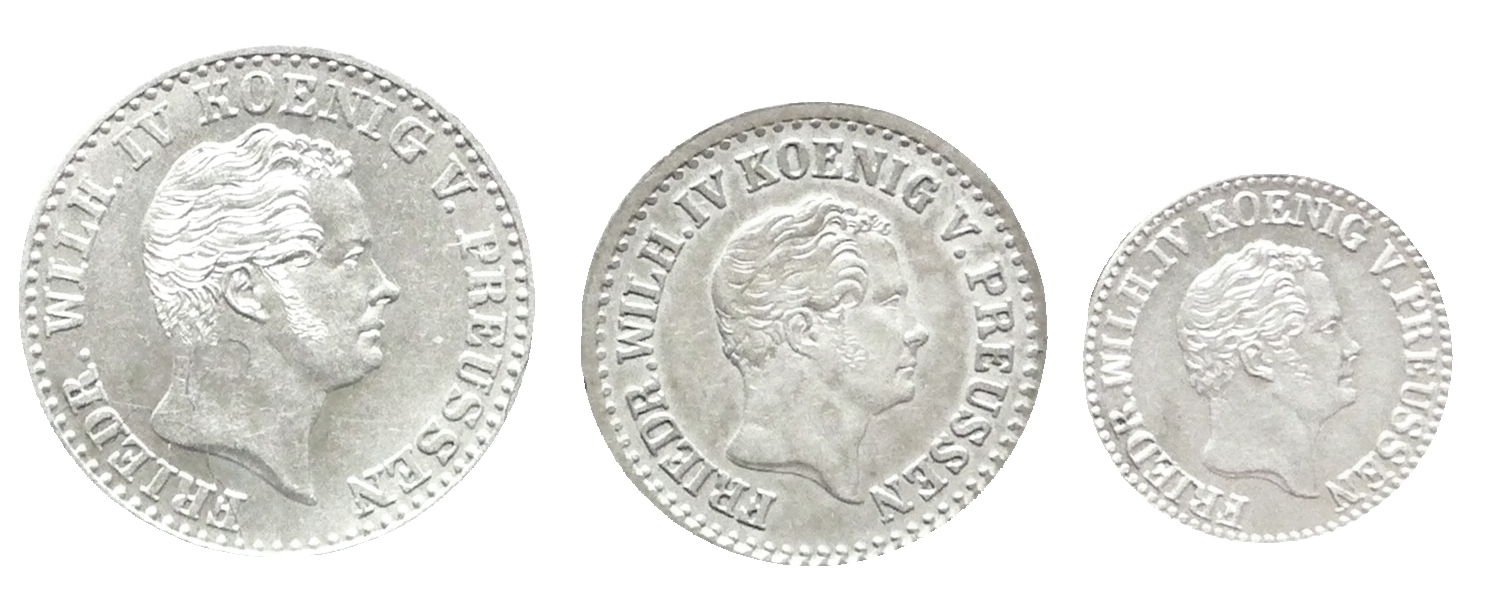

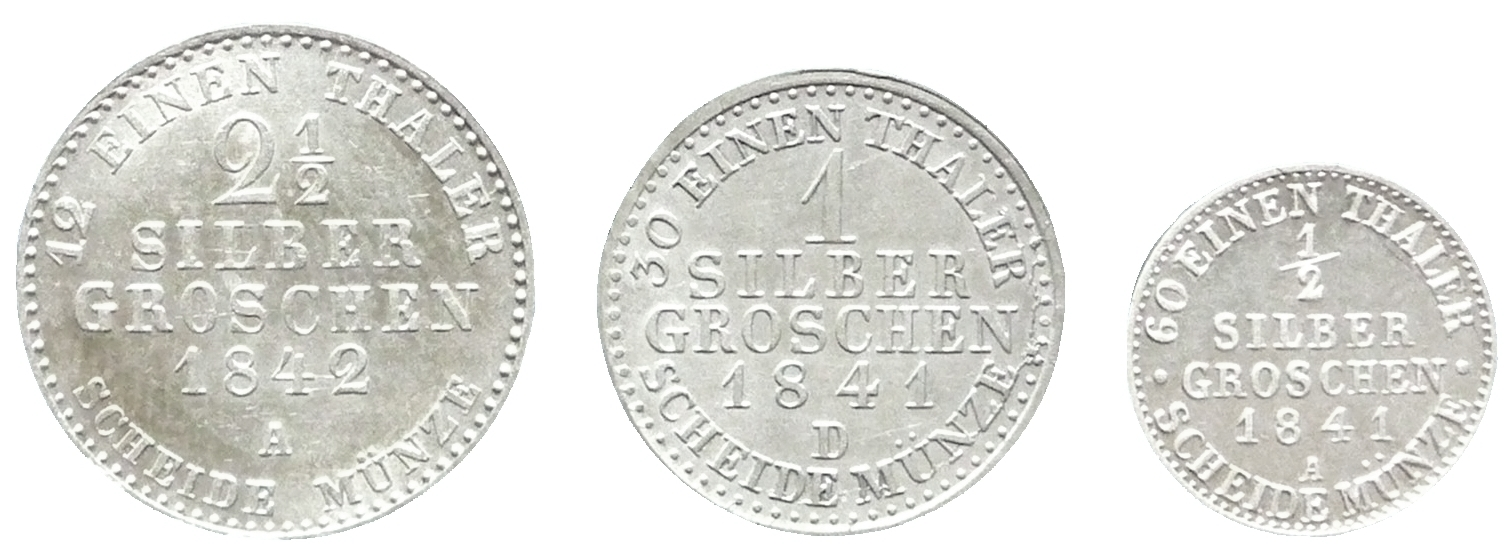
2½-, 1- und ½-Silbergroschen 1841–1852

Die Regelungen des Dresdner Münzvertrages der deutschen Zollvereins-Staaten und der Besonderen Übereinkunft der sich zum 14-Taler-Münzfuß bekennenden Staaten vom 30. Juli 1838 enthielten keine Vorgaben, die zu einer Änderungen bei der Ausbringung der Silbergroschen geführt hätten.
Unter König Friedrich Wilhelm IV. (1840–1861) wurde von 1841 bis zunächst 1852 die Herstellung der 1-Silbergroschen- und ½-Silbergroschen-Stücke weitergeführt. Nur die Bildseite der Stücke änderte sich wie folgt:
- Jugendliches Kopfbild des Königs im Biedermeier-Stil mit langen Koteletten nach rechts; Name und Titel des Münzherrn als Umschrift, links unten beginnend in deutscher Kapitalschrift: FRIEDR.WILH.IV KOENIG V. PREUSSEN

Die Münzstätte Berlin prägte beide Nominale jährlich bis 1852 und Düsseldorf nur noch das 1-Silbergroschen-Stück 1841–1845 und 1847–1848.
Ab 1. Juni 1843 wurde als weiteres Nominal ein 2½-Silbergroschen-Stück ausgegeben. Die Einziehung der alten 1/12-Taler-Stücke im Wert von 15 Mio. Taler sei so weit fortgeschritten, dass die noch umlaufenden Stücke den Bedarf an Kleinmünzen nicht mehr decken können. Auch die bisher ausgeprägten ganzen und halben Silbergroschen im Wert von 3.325.000 Taler seien für den kleinen Geldverkehr nicht ausreichend (im gleichen Zeitraum wurden übrigens 1/6-Taler-Stücke im Wert von 33.336.000 Taler geprägt). Die Prägung erfolgte in der Münzstätte Berlin von 1842–1844 und 1847–1852.
| Nominal            | Teilverhältnis zur höheren Münzstufe | Gewicht | Feingehalt                   | Stück a.f.M. | Feingewicht |
| 2 ½ Silbergroschen | 1/12 Taler                           | 3,248 g | 6 Loth = 375,00 ‰ +/- 1 Grän | 192          | 1,218 g     |

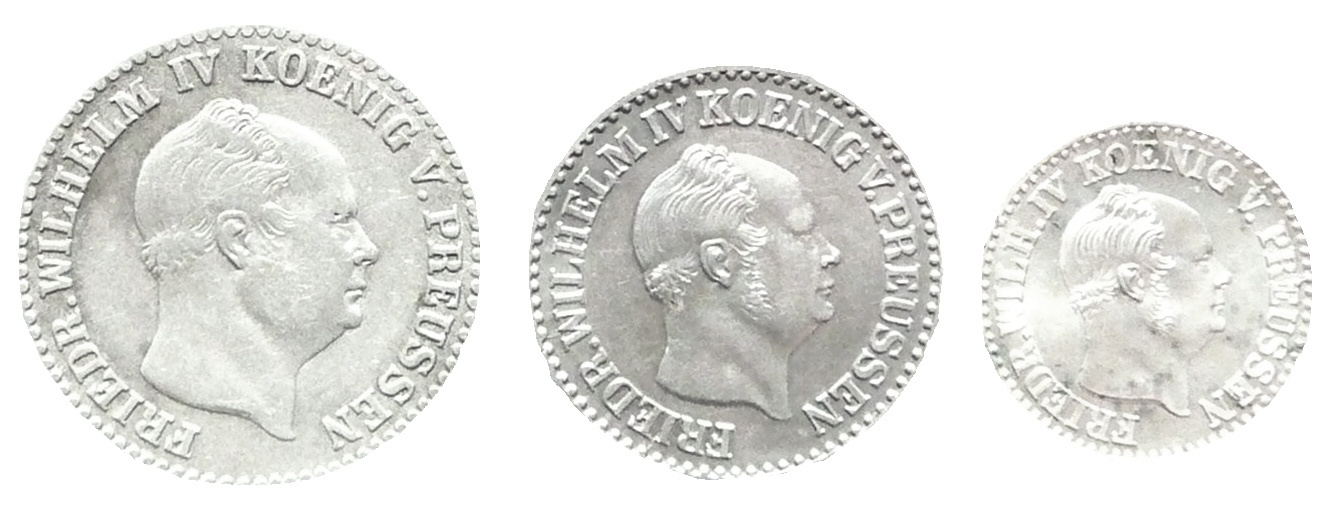

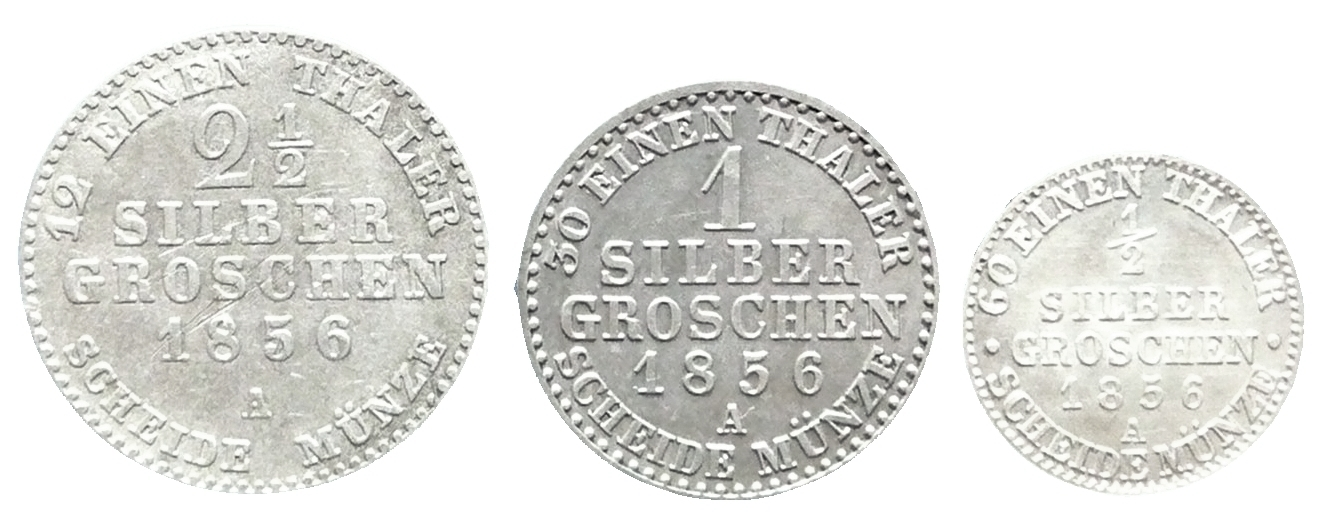
2½-, 1- und ½-Silbergroschen 1853–1856

1853 erhielt die Vorderseite der Silbergroschen ein neues Bildnis des Königs, das dem Alter von 58 Jahren angepasst war (in diesem Jahr war der 30. Hochzeitstag des Königs). Außerdem wurde beim 1-Silbergroschen- und 2½-Silbergroschen-Stück die Umschrift geändert:
- Älteres Kopfbild des Königs im Biedermeier-Stil mit langen Koteletten nach rechts; Name und Titel des Münzherrn als Umschrift, links unten beginnend in deutscher Kapitalschrift: FRIEDR.WILHELM IV KOENIG V. PREUSSEN

Die Prägung aller drei Nominalen erfolgte jährlich von 1853 bis 1856 nur noch in der Münzstätte Berlin.

### Ausprägung der Silbergroschen im Königreich Preußen von 1857 bis 1873

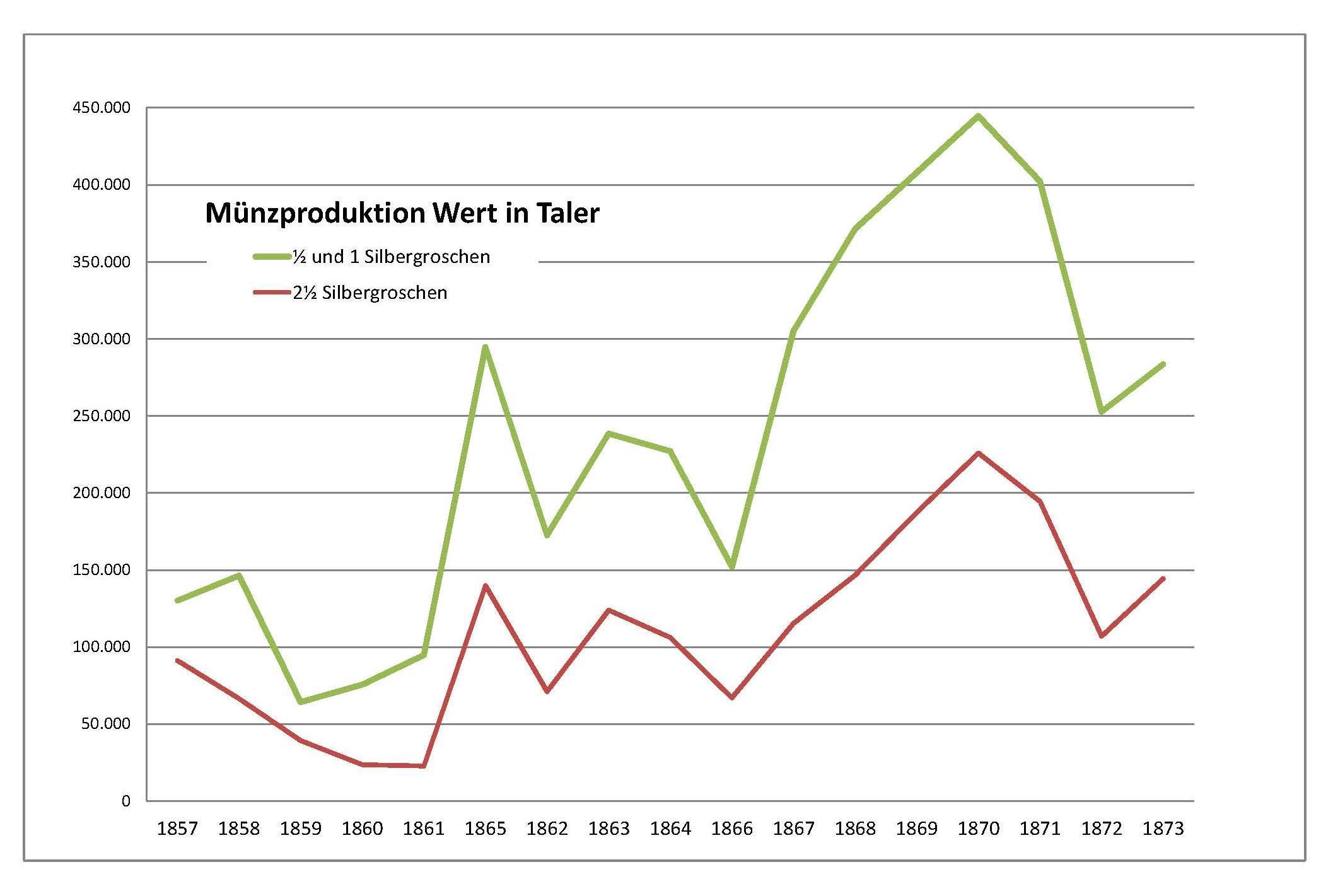
Produktion von Silbergroschen im Königreich Preußen von 1857 bis 1873 gemäß Preußischem Münzgesetz vom 4. Mai 1857 und Wiener Münzvertrag vom 24. Januar 1857

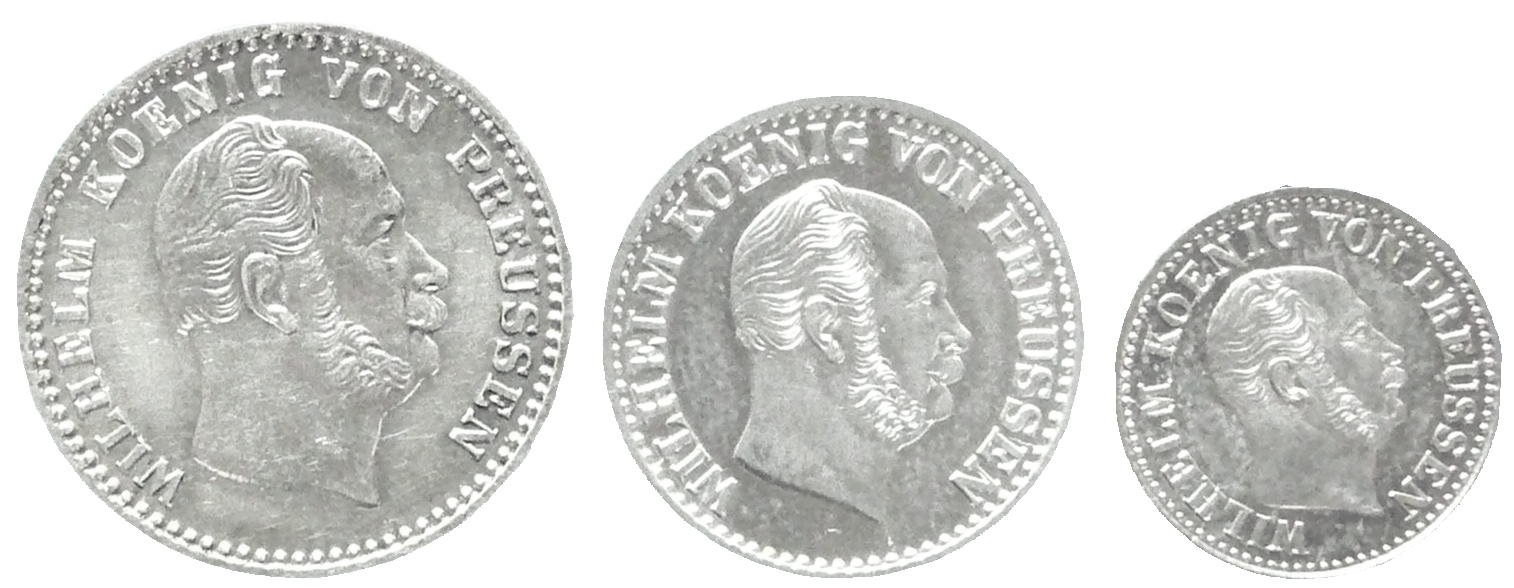

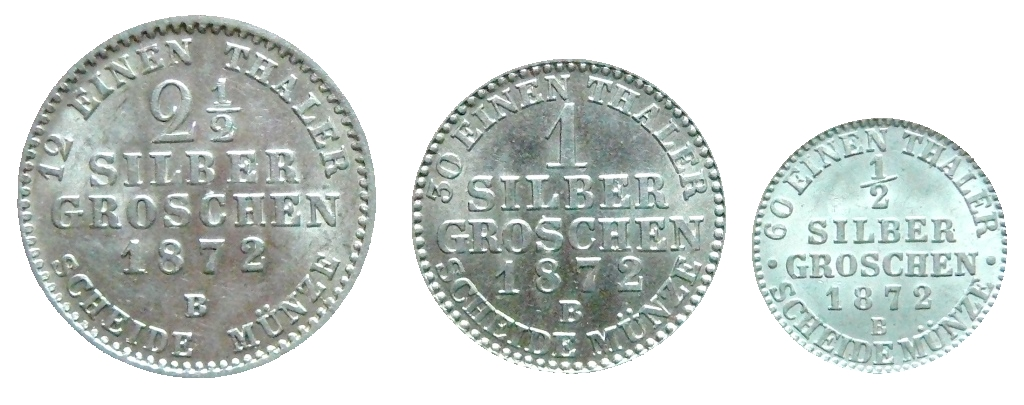
2½, 1 und ½ Silbergroschen 1861–1873

Mit dem Inkrafttreten des Wiener Münzvertrages vom 24. Januar 1857 musste auch die weitere Ausprägung der Silbergroschen dem neuen Münzgewicht Zollpfund angepasst werden. Danach galt gemäß §§ 7 und 8 des neuen Münzgesetzes für die Scheidemünzen ein 34½-Taler-Münzfuß. Der Feingehalt wurde nicht geändert. Die Umstellung führte zu geringfügige Abweichungen im Feingewicht. Die bisherigen Münzen blieben jedoch gleichwertig gültig.
Das Gepräge der Silbergroschen entsprach bereits den Regelungen von Artikel 14 des Wiener Münzvertrages vom 24. Januar 1857. Somit gab es keine äußerlichen Veränderungen an den Münzen. Die Details der Gepräge regelte eine gesonderte Verordnung. Der Feingehalt reduzierte sich bei den ganzen und halben Silbergroschen.
| Nominal            | Durchmesser | Gewicht alt | Gewicht neu | Feingehalt | Stück a.f.Pfund | Feingewicht alt | Feingewicht neu |
| 2 ½ Silbergroschen | 21,0 mm     | 3,248 g     | 3,221 g     | 375,00 ‰   | 414             | 1,218 g         | 1,208 g         |
| 1 Silbergroschen   | 18,5 mm     | 2,192 g     | 2,196 g     | 220,00 ‰   | 1.035           | 0,487 g         | 0,483 g         |
| ½ Silbergroschen   | 15,0 mm     | 1,096 g     | 1,098 g     | 220,00 ‰   | 2.070           | 0,244 g         | 0,242 g         |

Mit diesen Veränderungen führte die Münzstätte Berlin (A) die Prägungen der ganzen Silbergroschen- und 2½-Silbergroschen-Stücke mit dem Bildnis von König Friedrich Wilhelm IV jährlich von 1857 bis 1860 weiter. Der halbe Silbergroschen wurde nur 1858 und 1860 ausgeprägt. Die Übernahme der Regentschaft durch Prinz Wilhelm ab 1858 führte zu keinen Veränderungen am Gepräge.
Unter König Wilhelm I. (1861–1888) folgte die letzte Periode der Prägung von Silbergroschen. Die Bildseite zeigt das Kopfbild des Königs im Biedermeier-Stil mit Oberlippen- oder Backenbart nach rechts sowie Name und Titel des Münzherrn als Umschrift in deutscher Kapitalschrift: WILHELM KOENIG VON PREUSSEN. An der Wertseite gab es keine Veränderungen. Dieses Gepräge blieb bis zum Ende der Prägung der Silbergroschen unverändert.
Die Münzstätte Berlin Mzz. A prägte jährlich von 1861 bis 1873 alle drei Nominalen; die Münzstätte Hannover Mzz. B von 1869 bis 1873 das 2½-Silbergroschen-Stück und jährlich von 1866 bis 1873 den ganzen und halben Silbergroschen und die Münzstätte Frankfurt a. M. Mzz. C jährlich von 1867 bis 1873 das 1- und 2½-Silbergroschen-Stück sowie den halben Silbergroschen 1867, 1868 und 1872.
Von 1857 bis 1873 produzierte das Königreich Preußen Silbergroschen im Wert von 4.063.945 Taler. Das entsprach nur 2,62 % der Münzproduktion des Landes im genannten Zeitraum.

## Übernahme und Ausprägung der preußischen Silbergroschen in anderen Ländern

### Überblick
Das neue Billon-Scheidemünzsystem konnte sich in allen Ländern, die sich mit dem Dresdner Münzvertrag von 1838 für die Talerwährung entschieden hatten, durchsetzen. Dabei wurde das preußische Kleinmünzsystem entweder vollständig oder nur in Teilen übernommen, wobei das Feingewicht der Groschenstücke unabhängig von ihrem Münznamen in den jeweiligen Prägeperioden stets übereinstimmte. Mögliche Unterschiede waren:
- abweichender Silberfeingehalt bei gleichem Feingewicht und damit anderes Raugewicht,
- verschiedene Münznamen und Gepräge: Silbergroschen, Neugroschen oder nur Groschen,
- Unterteilung des Groschen beim preußischen System in 12 Pfennige, beim sächsischen System in 10 Pfennige und nur in Hessen in 12 Heller und in Oldenburg in 12 Schwaren.

Nachfolgend die Produktion der Silbergroschen nach Abschluss des Wiener Münzvertrages vom 24. Januar 1857 sowie die Bezeichnung der Silbergroschen und deren Unterteilung in den Ländern mit Talerwährung:
| Land                                   | Prägezeitraum | Groschenproduktion | Anteil an Landes- | Münzname       | Unterteilung |
|                                        | der Groschen  | Wert in Taler      | Münzproduktion    |                |              |
| -------------------------------------- | ------------- | ------------------ | ----------------- | -------------- | ------------ |
| Königreich Preußen                     | 1857–1873     | 4.063.944          | 2,62 %            | Silbergroschen | 12 Pfenninge |
| Königreich Sachsen                     | 1861–1873     | 433.292            | 1,23 %            | Neugroschen    | 10 Pfennige  |
| Königreich Hannover                    | 1857–1866     | 410.941            | 8,30 %            | Groschen       | 10 Pfennige  |
| Königreich Hannover                    | ab 1866       | 0                  | 0%                | Silbergroschen | 12 Pfenninge |
| Kurfürstentum Hessen                   | 1857–1866     | 78.520             | 20,8 %            | Silbergroschen | 12 Heller    |
| Großherzogtum Sachsen-Weimar-Eisenach  | 1858          | 15.000             | 8,48 %            | Silbergroschen | 12 Pfenninge |
| Großherzogtum Oldenburg                | 1858–1869     | 142.625            | 49,95 %           | Groschen       | 12 Schwaren  |
| Großherzogtum Oldenburg für Birkenfeld | 1858          | 6.000              | 32,29 %           | Silbergroschen | 12 Pfenninge |
| Herzogtum Sachsen-Altenburg            | keine         | 0                  | 0,00 %            | Neugroschen    | 10 Pfennige  |
| Herzogtum Sachsen-Coburg-Gotha         | 1858–1870     | 20.296             | 14,20 %           | Groschen       | 10 Pfennige  |
| Herzogtum Braunschweig                 | 1857–1860     | 102.342            | 28,45 %           | Groschen       | 10 Pfennige  |
| Herzogtümer Anhalt gesamt              | 1859–1862     | 60.015             | 22,08 %           | Silbergroschen | 12 Pfennige  |
| Fürstentum Schwarzburg-Rudolstadt      | keine         | 0                  | 0,00 %            | Silbergroschen | 12 Pfenninge |
| Fürstentum Schwarzburg-Sondershausen   | 1858–1870     | 12.000             | 22,47 %           | Silbergroschen | 12 Pfennige  |
| Fürstentum Waldeck und Pyrmont         | 1867          | 6.000              | 13,57 %           | Silbergroschen | 12 Pfennige  |
| Fürstentum Reuß ältere Linie           | 1868          | 3.000              | 11,28 %           | Silbergroschen | 12 Pfennige  |
| Fürstentum Reuß jüngere Linie          | keine         | 0                  | 0,00 %            | Silbergroschen | 12 Pfennige  |
| Fürstentum Schaumburg-Lippe            | 1858          | 14.100             | 31,72 %           | Silbergroschen | 12 Pfennige  |
| Fürstentum Lippe                       | 1860          | 24.400             | 34,61 %           | Silbergroschen | 12 Pfenninge |

### Königreich Sachsen
Nachdem 1839 das Königreich Sachsen vom Konventionsmünzfuß zum 14-Taler-Münzfuß als Landeswährung wechselte, begann ab 1841 die Produktion der Kleinmünzen im durchgehenden Dezimalsystem. Im 16-Taler-Münzfuß wurden ganze, halbe und doppelte Zehnpfennigstücke geprägt, später nur noch als 2-, 1- und ½-Neugroschen bezeichnet. Die Prägung erfolgte in Sachsen mit eigenem Feingehalt bei gleichem Feingewicht wie die preußischen Silbergroschen:
| Nominal       | Feingewicht unverändert | Gewicht Sachsen | Feingehalt Sachsen | Gewicht Preußen | Feingehalt Preußen |
| 2 Neugroschen | 0,974 g                 | 3,118 g         | 312,50 ‰           | -               | -                  |
| 1 Neugroschen | 0,487 g                 | 2,126 g         | 229,17 ‰           | 2,192 g         | 222,22 ‰           |
| ½ Neugroschen | 0,244 g                 | 1,063 g         | 229,17 ‰           | 1,096 g         | 222,22 ‰           |

Nach dem Wiener Münzvertrag gab es zunächst keine Produktion von Billon-Scheidemünzen, weil noch 1856 die Stücke in sehr hoher Auflage geprägt wurden und die Münzstätte Dresden in der maximalen Herstellung von Vereinstalern zur Bekämpfung der internationalen Bankenkrise eingebunden war. Ab 1861 erfolgte wieder die Prägung von 2- und 1-Neugroschenstücken im 34½-Taler-Münzfuß in deutlich geringerer Auflagenhöhe erneut mit eigenem Feingehalt:
| Nominal       | Feingewicht unverändert | Gewicht Sachsen | Feingehalt Sachsen | Gewicht Preußen | Feingehalt Preußen |
| 2 Neugroschen | 0,967 g                 | 3,221 g         | 300,00 ‰           | -               | -                  |
| 1 Neugroschen | 0,483 g                 | 2,100 g         | 230,00 ‰           | 2,196 g         | 220,00 ‰           |

Im Zeitraum der Geltung der Dresdner Münzkonvention von 1840 bis 1856 wurden für 1.816.900 Taler Neugroschen geprägt; ein Anteil von 5,77 % an der gesamten Münzproduktion des Landes in diesem Zeitraum (ohne Goldmünzen). Von 1857 bis 1873 betrug die Produktion der Neugroschen nur noch 433.292 Taler; ein Anteil von 1,23 % an der gesamten Münzproduktion des Landes in diesem Zeitraum (ohne Goldmünzen).

### Königreich Hannover
Das Königreich Hannover führte ab 1. Juli 1834 den 14-Taler-Fuß ein. Das Kleinmünzsystem wurde anfangs noch nicht übernommen. Der Taler war weiter in 24 Gute Groschen zu je 12 Pfennige bzw. in 36 Mariengroschen zu je 8 Pfennigen unterteilt. Geprägt wurden weiter 1/12- und 1/24-Taler-Stücke. Erst 1858 wurde auf das sächsische Kleinmünzsystem umgestellt. Die Ausprägung erfolgte als ganzes und halbes Groschenstück. Nach der Annexion durch Preußen 1866 wurde die Teilung der Groschen auf das preußische System zu je 12 Pfenningen umgeändert. Eigene Münzprägungen fanden nicht mehr statt.

### Kurfürstentum Hessen(-Kassel)
Das Kurfürstentum lag zwischen den preußischen Provinzen, so dass bereits ab 1819 nach dem 14-Taler-Fuß geprägt wurde. Der Taler war weiter in 24 Groschen zu je 12 Pfennige oder 16 Heller unterteilt. 1841 erfolgte die Umstellung auf Silbergroschen, die jedoch in 12 Heller unterteilt wurden.
Außerdem erfolgte die Ausprägung mit abweichendem Feingehalt bei gleichem Feingewicht:
| Nominal          | Prägezeit | Raugewicht | Feingehalt | Feingewicht |
| 2 Silbergroschen | nur 1842  | 2,600 g    | 375,00 ‰   | 0,974 g     |
| 1 Silbergroschen | ab 1841   | 1,560 g    | 312,50 ‰   | 0,487 g     |
| ½ Silbergroschen | nur 1842  | 0,970 g    | 250,00 ‰   | 0,244 g     |

Das ab 1852 geprägte 2½-Silbergroschen-Stück entsprach der preußischen Münze. Nach der Annexion durch Preußen 1866 wurden die Münzen des Kurfürstentums Hessen den preußischen gleichgestellt. Eigene Münzprägungen fanden nicht mehr statt.

### Großherzogtum Sachsen-Weimar-Eisenach
Das Großherzogtum übernahm mit der Münzverfassung vom 27. Oktober 1840 das preußische Kleinmünzsystem insgesamt und ließ 1840 und 1858 jeweils ganze und halbe Silbergroschen in der Münzstätte Berlin prägen. Im Zeitraum des Geltung der Dresdner Münzkonvention von 1840 bis 1856 wurden ganze Silbergroschen im Wert von 80.251 Taler und halbe Silbergroschen im Wert von 39.995 Taler produziert. Der Anteil beider Silbergroschen an der gesamten Münzproduktion des Landes im Wert von 520.490 Taler betrug immerhin 23,10 %.

### Großherzogtum Oldenburg und Fürstentum Birkenfeld
Das Fürstentum Birkenfeld übernahm bereits 1838 den 14-Taler-Münzfuß und prägte 1848 und 1858 nach dem preußischen Kleinmünzsystem 2½- und 1-Silbergroschen-Stücke sowie nur 1858 auch das ½-Silbergroschen-Stück mit Unterteilung der Groschen in 12 Pfennige. Das 1858 geprägte 2½-Groschen-Stück und die von 1858 bis 1869 geprägten ganzen und halben Groschenstücke für Oldenburg entsprachen den preußischen Silbergroschen. Allerdings wurde der Groschen in 12 Schwaren geteilt. Groschen und Silbergroschen waren gleichwertig.

### Herzogtümer Anhalt
1850 übernahm das Herzogtum das preußische Scheidemünzsystem und ließ nach deren technischen Daten und Gestaltung in der Münzstätte Berlin 2½- und 1-Silbergroschen-Stücke von 1851 bis 1864 prägen. Der Silbergroschen wurde in 12 Pfennige unterteilt.

### Herzogtum Sachsen-Altenburg
Mit dem Münzgesetz von 1840 wechselte das Land vom Konventionsmünzfuß zum 14-Taler-Fuß und Übernahm unverändert das sächsische Kleinmünzsystem. Prägungen der doppelten, einfachen und halbe Neugroschen erfolgten nur 1841 bis 1842 in der Münzstätte Dresden im Wert von 26.200 Taler. Das sind 18,09 % Anteil an der gesamten Münzproduktion des Landes im Wert von 144.859 Taler im Zeitraum des Geltung der Dresdner Münzkonvention von 1840 bis 1856.
In Altenburg wurden zeitgleich mit der ersten Ausgabe der Neugroschen umfangreiche Fälschungen des 2-Neugroschen-Stückes bekannt. Verwendet wurde das Zweipfennigstück aus Kupfer, welches mit Quecksilber weiß gefärbt wurde. Die Fälschung war daran zu erkennen, dass unter dem Wappen die Jahreszahl zwischen den zwei Sternen fehlte. Diese war beim Zweipfennigstück auf der Wertseite.

### Herzogtum Sachsen-Coburg-Gotha
Mit dem Beitritt zum Dresdner Münzvertrag 1838 wurde das sächsische Kleinmünzsystem mit der Unterteilung des Talers in 30 Groschen zu je 10 Pfennigen in den Gebieten Coburg und Gotha übernommen. Die ab 1841 und ab 1858 in der Münzstätte Dresden geprägten doppelten, einfachen und halben Groschenstücke behielten den Namen Groschen, mit dem bereits der letzte 1/24-Taler im Konventionsmünzfuß benannt wurde.

### Herzogtum Braunschweig
Das an Preußen angrenzende Herzogtum Braunschweig ging mit Gesetz vom 18. Dezember 1834 vom Leipziger 12-Taler-Fuß zum preußischen 14-Taler-Fuß über. Der Taler wurde jedoch weiterhin in 24 gute Groschen zu je 12 Pfennige bzw. in 36 Mariengroschen zu je 8 Pfennigen unterteilt. Ab 1. Januar 1858 galt das sächsische Kleinmünzsystem mit dem Münznamen Groschen. Die Ausprägungen der ganzen und halben Groschenstücke erfolgten nur von 1857 bis 1860.

### Fürstentümer Reuß ältere und jüngere Linie
Die Fürstentümer wechselten vom Konventionsmünzfuß zum 14-Taler-Münzfuß und übernahmen das preußische Kleinmünzsystem mit der Unterteilung des Silbergroschens in 12 Pfennige. Der einfache Silbergroschen wurde 1841 bis 1855 mit Unterbrechung in der Münzstätte Berlin geprägt. Die ältere Linie prägte 1841 ein ½-Silbergroschen-Stück. Die Ausprägung eines 2-Silbergroschen-Stücks 1850 durch die jüngere Linie erfolgte mit dem Feingehalt des sächsischen 2-Neugroschen-Stückes von 312,5 ‰ Silber. Hessen prägte 1842 dieses Stück mit 375,00 ‰ Silber.

### Fürstentum Schwarzburg-Sondershausen
Das Fürstentum begann nach 75 Jahren ohne Münzprägung nach der Dresdner Münzkonvention wieder mit der Ausgabe eigener Münzen. Von 1846 bis 1870 wurden in der Münzstätte Berlin der ganze und halbe Silbergroschen nach dem preußischen System mit der Unterteilung des Silbergroschens in 12 Pfennige geprägt.

### Fürstentum Schwarzburg-Rudolstadt
Das Fürstentum prägte 1841 in der Münzstätte Berlin den ganzen und halben Silbergroschen nach dem preußischen Kleinmünzsystem einschließlich der Unterteilung des Silbergroschens in 12 Pfenninge.

### Fürstentum Schaumburg-Lippe
Im Fürstentum galt der Konventionsmünzfuß. Der Taler wurde in 24 gute Groschen zu je 12 Pfennige bzw. in 36 Mariengroschen zu je 8 Pfennigen unterteilt. Es erfolgte kein Beitritt zur Dresdner Münzkonvention. Das Fürstentum verzichtete auf die Ausübung des Münzrechts. Nach dem Beitritt zum Wiener Münzvertrag prägte das Fürstentum nur 1858 nach dem preußischen Kleinmünzsystem mit Unterteilung des Silbergroschens in 12 Pfennige 2½-, 1- und ½-Silbergroschen-Stücke.

### Fürstentum Lippe
Das Fürstentum Lippe übernahm den 14-Taler-Münzfuß und das preußische Kleinmünzsystem einschließlich der Unterteilung des Silbergroschens in 12 Pfenninge. 1847 und 1860 wurden die 2½- und 1-Silbergroschen-Stücke und nur 1847 das ½-Silbergroschen-Stück in der Münzstätte Berlin geprägt.

### Fürstentum Waldeck und Pyrmont
Nach der Prägung im Konventionsfuß, der Taler zu 36 Mariengroschen, wurde 1836 das preußische Kleinmünzsystem übernommen und das Silbergroschenstück 1836–1855 zu 12 Pfennigen ausgeprägt. Eine weitere Prägung erfolgte unter preußischer Verwaltung 1867 in der Münzstätte Hannover.

## Außerkurssetzung der Silbergroschen

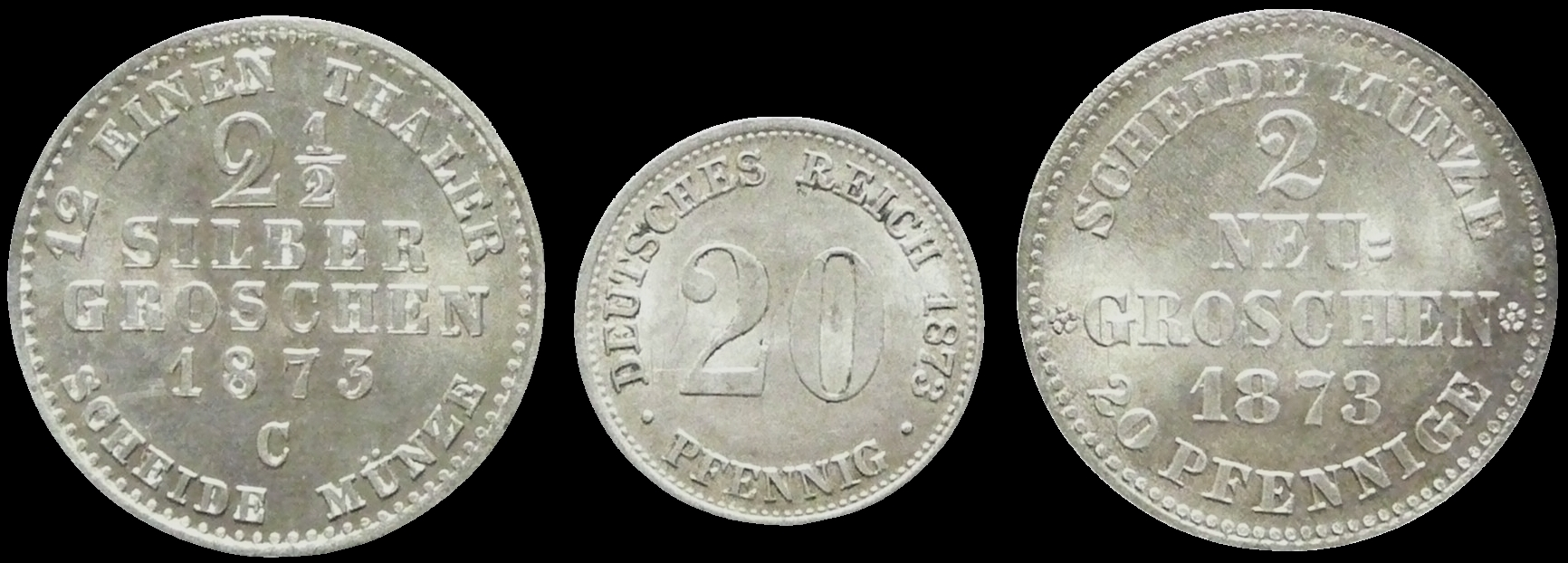
2½ Silbergroschen mit 1,208 g Silber und 2 Neugroschen 0,967 g – Reichswährung mit 1,00 g Silber

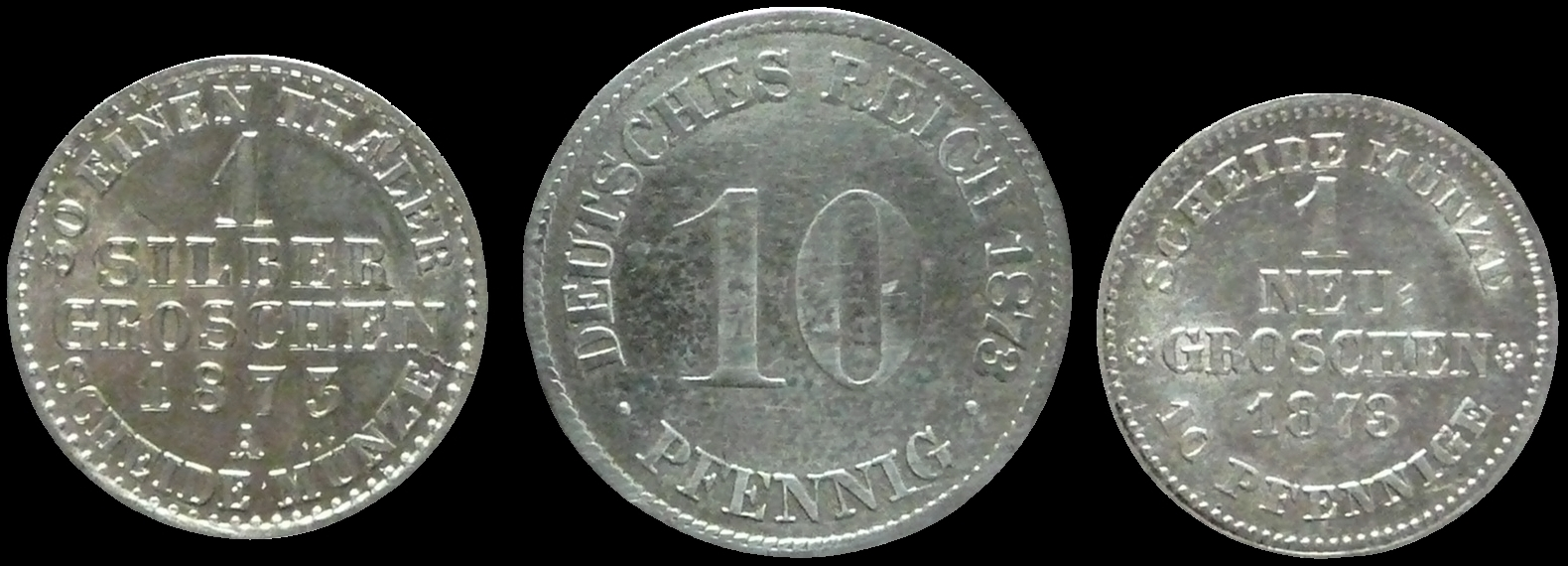
Silber- und Neugroschen mit 0,483 g Silber – Reichswährung aus Kupfer/Nickel

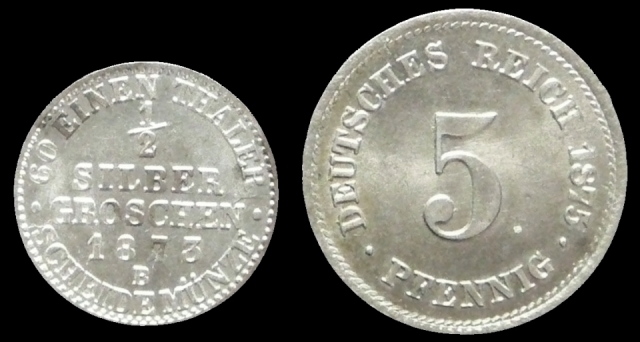
Halber Silbergroschen mit 0,242 g Silber – Reichswährung aus Kupfer/Nickel

Nach Einführung der Reichswährung bleiben gemäß Artikel 15 Nr. 3 Münzgesetz die Nominale
- 2½ Silbergroschen zum Wert von 25 Pfennig
- 2 Silbergroschen zum Wert von 20 Pfennig
- 1 Silbergroschen zum Wert von 10 Pfennig
- ½ Silbergroschen zum Wert von 5 Pfennig

Zahlungsmittel an Stelle der Reichsmünzen bis zur Außerkurssetzung ab 1. Juni 1876 zum gleichen Wert. Der Umtausch musste bis 31. August 1876 an den Kassen der Bundesstaaten erfolgen, die diese Münzen geprägt haben oder in deren Gebiet dieselben Zahlungsmittel sind.
Die Münzbezeichnung Groschen wurde mit Einführung der Reichswährung verboten. Sie mussten offiziell Pfennigstücke genannt werden.